# Richard Rankl
Richard Karl Rankl (* 26. Mai 1890 in Schlierbach, Oberösterreich; † 26. Dezember 1948 in Wels, Oberösterreich) war ein österreichischer Benediktiner.
Mit elf Jahren wurde Rankl 1901 Schüler des Stiftsgymnasiums Kremsmünster und blieb dies bis 1909. In diesem Jahr trat er als Novize in das Stift Kremsmünster ein und bereits im darauffolgenden Jahr konnte er sein Theologiestudium in Rom am päpstlichen Athenaeum Sant’Anselmo, der Universität seines Ordens, beginnen.
1914 beendete Rankl sein Studium erfolgreich und wurde in Rom am 5. Juli 1914 zum Priester geweiht. Sofort im Anschluss ging er nach Österreich, um an der Universität Wien Astronomie, Mathematik und Physik zu studieren. Nach vier Jahren beendete Rankl wiederum erfolgreich sein Studium und wurde 1918 zum Dr. phil. promoviert.
Von 1918 bis 1938 wirkte Rankl als Pädagoge am Gymnasium in Stift Kremsmünster und gleichzeitig berief man ihn von 1918 bis 1945 zum Assistenten der Sternwarte. Als mit Wirkung vom 4. April 1941 das Stift durch die Nationalsozialisten aufgelöst wurde, ernannte Abt Ignatius Schachermair Rankl zum Administrator der Abtei Kremsmünster. Bis Kriegsende hielt Rankl die Verbindung zu den vertriebenen Mönchen und dem Stift und ihm (zusammen mit Pater Eduard Klettenhofer) ist es auch zu verdanken, dass das Gotteslob in der Stiftskirche nie verstummte.
Gleich nach Kriegsende war Rankl in der Funktion als Wirtschaftsdirektor des Stifts maßgeblich an der Wiederbesiedelung des Stifts beteiligt. Seit 1943 hatte er zusätzlich auch noch das Amt des Priors inne. Zwischen 1945 und 1948 fungierte er auch als Leiter des Stiftsgymnasiums und als solcher konnte ab 30. Oktober 1945 mit dem Unterricht wieder beginnen.